# Comando Administrativo Aéreo Francia Occidental
El Comando Administrativo Aéreo Francia Occidental (Luftgau-Kommando West-Frankreich) fue una unidad militar de la Luftwaffe durante la Segunda Guerra Mundial.

## Historia
Formada en junio de 1940 en Etampes, cerca de París, desde el 12.º Comando Aéreo de Estado Mayor z.b.V. El 6 de septiembre de 1944 es trasladado a Stuttgart y fue redesignado al V Comando Administrativo Aéreo.

## Comandantes
- Mayor general Walter Musshoff – (julio de 1940 – 15 de agosto de 1940)
- General Dr. Eugen Weissmann – (15 de agosto de 1940 – 30 de junio de 1944)
- General Karl Drum – (1 de julio de 1944 – 6 de septiembre de 1944)

## Jefes de Estado Mayor
- Coronel Alfred Erhard – (1 de diciembre de 1940 – 30 de noviembre de 1943)
- Coronel Ing. Dipl. Heinrich Burchard (suplente) – (14 de agosto de 1940 – 1 de diciembre de 1940)
- Coronel Pilger – (abril de 1944 – septiembre de 1944)

## Territorio Cubierto
- junio de 1940: Occidental y el sur de Francia.
- noviembre de 1942: se hizo cargo del territorio de la Francia de Vichy.

## Bases
| junio de 1940 – septiembre de 1944 | Etampes |

## Orden de Batalla

### Unidades Subordinadas
- Regimiento del Comando Aéreo de Comunicaciones Aérea Francia Occidental en Etampes (octubre de 1941 – agosto de 1944)
- Formación de Aviones/Comando Administrativo Aéreo Francia Occidental en Etampes (junio de 1940 – agosto de 1944)
- Comando Zona Base Aérea 7/VI en Charleville (junio de 1940 – enero de 1941)
- Comando Zona Base Aérea 1/VII en Chartres/Carcasona (julio de 1940 – agosto de 1944)
- Comando Zona Base Aérea 4/VII en Melun-Villaroche (noviembre de 1942 – agosto de 1944)
- Comando Zona Base Aérea 8/VII en Caen/Alencon (junio de 1940 – julio de 1944)
- Comando Zona Base Aérea 3/XII en Lisieux (marzo de 1942 – junio de 1942)
- Comando Zona Base Aérea 4/XII en Chartres (noviembre de 1942 – agosto de 1944)
- Comando Zona Base Aérea 5/XII en Burdeos-Merignac (julio de 1940 – agosto de 1944)
- Comando Zona Base Aérea 6/XII en Melun-Villaroche/Salon-de-Provence (julio de 1940 – agosto de 1944)
- Comando Zona Base Aérea 8/XII en Laval (julio de 1940 – agosto de 1944)
- Comando Zona Base Aérea 9/XII en París (junio de 1940 – agosto de 1944)
- Comando Zona Base Aérea 10/XII en Morlaix (julio de 1940 – agosto de 1944)
- Comando Zona Base Aérea 2/XIII en Orleans-Bricy (julio de 1940 – agosto de 1944)
- Comando Zona Base Aérea 3/XIII en Saint-Dizier/Lyon (junio de 1940 – septiembre de 1944)
- Comando Zona Base Aérea 5/XIII en Lisieux (junio de 1940 – marzo de 1942)
- 9.º División Antiaérea en Caen (junio de 1941 – enero de 1942)
- 11.º División Antiaéreo en Burdeos/Nimes (febrero de 1941 – febrero de 1944)
- 13.º División Antiaérea en Caen/Vernon/Laval (febrero de 1942 – agosto de 1944)
- 1.º Brigada Antiaérea en París (junio de 1940 – diciembre de 1940; abril de 1944 – septiembre de 1944)
- IV Brigada Antiaérea en Cambrai (marzo de 1941 – septiembre de 1942)
- 5.º Brigada Antiaérea en Dinant/Rennes/Nimes (marzo de 1941 – agosto de 1944)
- VI Brigada Antiaérea en Fontenay-le-Comte/París (junio de 1940 – diciembre de 1940; marzo de 1941 – mayo de 1943)
- IX Brigada Antiaérea en Voisin (abril de 1941 – septiembre de 1941)
- 11.º Brigada Antiaérea en Saintes/Guernsey (noviembre de 1942 – noviembre de 1943)
- 12.º Brigada Antiaérea en Guernsey/Saintes (diciembre de 1941 – septiembre de 1944)
- 18.º Brigada Antiaérea en Nimes (enero de 1943 – noviembre de 1943)
- 9.º Comando de Defensa Aérea en Caen (julio de 1940 – agosto de 1941)
- 11.º Comando de Defensa Aérea en Burdeos (febrero de 1941 – septiembre de 1941)

## Subordinados
| junio de 1940 – septiembre de 1944 | 3.º Flota Aérea |